# Arne Wehtje
Arne Henrik Wehtje, född 18 januari 1925 i Malmö, död 29 februari 2008, var en svensk industriman. 
Wehtje, som var son till Ernst Wehtje och Britta Elfverson, utexaminerades från Chalmers tekniska högskola 1948. Han anställdes vid Dalby Stenkross AB 1955, var verkställande direktör där 1957–1969, vid Göteborgs Siporexfabriks AB 1956–1969, AB Skånsk stenindustri 1961–1969, AB Sydsten 1969–1988 och styrelseordförande där 1988–1993. Han var ordförande i Byggnadsämnesförbundet 1975–1989, i Grus- och makadamföreningen 1974–1991, i Svenska fabriksbetongföreningen 1987–1989 och styrelseledamot i Industri AB Euroc 1968–1995. Han var Finlands generalkonsul i Malmö till 1997.